# Kai (álbum)
Kai (改 -Kai-?) es un álbum recopilatorio de remixes de la banda japonesa Dir en grey lanzado el 22 de agosto de 2001. Contiene remixes de las canciones de los álbumes y sencillos previos de la banda realizados por ellos y por miembros de otras bandas; algunos fueron lanzados como B-sides.

## Lista de canciones
| #  | Título                                                            | Luraciòn | Remix                             |
| -- | ----------------------------------------------------------------- | -------- | --------------------------------- |
| 1  | "Hydra Buzzout Mix"                                               | 6:08     | Munenori Takada, Ayumi Yasui      |
| 2  | "Rasetsukoku Za Downtown Funkmaster Remix"                        | 6:23     | Bananaice                         |
| 3  | "Taiyou no Ao -Mix®-"                                             | 4:21     | Toshiya                           |
| 4  | "304 Goushitsu, Hakushi no Sakura Sub Dub Mix"                    | 6:54     | DJ Chan-K                         |
| 5  | "Ain't Afraid to Die ~With Frosted Ambience~"                     | 5:47     | Die                               |
| 6  | "egniryS cimredopyH +) An Injection PCM Re-Constructed Attack"    | 6:37     | Phab Com Masters                  |
| 7  | "Macabre -Sanagi no Yume wa Ageha no Hane- Tears of Scorpion Mix" | 6:25     | Munenori Takada, Shuichi Ikebuchi |
| 8  | "Myaku [8½ Convert]"                                              | 4:24     | Kaoru                             |
| 9  | "Wake Susumu Yokota Remix"                                        | 3:35     | Susumu Yokota                     |
| 10 | "Ain't Afraid to Die Irrésistible Mix" – 6:14                     | 6:14     | Shinya                            |
| 11 | "Raison Detre Nanago Mix"                                         | 5:46     | DJ Chan-K                         |
| 12 | "[KR] Cube -K.K. Vomit Mix-"                                      | 2:30     | Kyo                               |
| 13 | "Hotarubi The Name of the Rose Mix"                               | 6:11     | Issay                             |